# Chicago Great Western Railway
Le Chicago Great Western Railway (sigle AAR: CGW) était une compagnie de chemin de fer américain de classe I qui reliait Chicago, Minneapolis, Omaha, et Kansas City. Il fut fondé par Alpheus Beede Stickney en 1885, comme ligne régionale entre Saint-Paul (Minnesota) et la frontière de l'Iowa, sous le nom de Minnesota and North Western Railroad. À la suite de fusions et de nouvelles constructions, la compagnie fut rebaptisée Chicago Great Western après 1892. Il desservit rapidement plusieurs États. Bien qu'il fût l'un des derniers chemins de fer de classe I à apparaître, il concurrençait plusieurs autres compagnies déjà bien établies sur le même territoire, et développa une culture d'entreprise fondée sur l'innovation et l'instinct de survie.
Surnommé le Corn Belt Route à cause de sa localisation dans le Midwest américain, la compagnie fut parfois appelée la Lucky Strike Road, à cause de la ressemblance de son logo avec celui des cigarettes Lucky Strike.
Il fusionna avec le Chicago and North Western Railway (CNW) en 1968, lequel abandonna une grande partie des voies du CGW.

## Les années Stickney
En 1854, le législateur de l'État du Minnesota, créa le Minnesota & Northwestern Railroad (M&NW) afin de relier les villes du lac Supérieur, Minneapolis et Dubuque (Iowa).
Ce projet resta dormant, jusqu'à son rachat en 1883 par le juriste Alpheus Beede Stickney, véritable magnat dans la gestion de chemins de fer. La construction débuta dès 1885, et en 1886, la ligne reliait Saint Paul à Dubuque. Au cours de l'année 1888, la société prit le nom de Chicago, St. Paul & Kansas City Railroad (CStP&KC), et elle acheva la construction d'une ligne continue à travers tout l'Illinois jusqu'à Forest Park, Illinois, excepté un droit de passage sur le Mississippi, propriété de l'Illinois Central Railroad. À Forest Park, le chemin de fer faisait une connexion avec l'ancêtre du Baltimore & Ohio Chicago Terminal pour les derniers 14 km conduisant à la Grand Central Station de Chicago. La nouvelle ligne incluait le plus long tunnel de l'Illinois, le Winston Tunnel situé au sud de Galena (Illinois).
En 1891, le CstP&KC ajouta un nouvel embranchement entre Oelwein, Iowa, situé sur la ligne principale Chicago/St Paul, et Kansas City (Missouri). Il changea son nom en 1892 pour devenir le Chicago Great Western, dont le premier logo fut un bourgeon d'érable (1892-1912). Le chemin de fer survécut à la panique de 1893, et avec Stickney à la barre, il se bâtit une réputation de compétiteur innovant et moderne pour le trafic entre ses terminaux. Étant un des derniers chemins de fer de classe I à être construit, il devait lutter avec d'autres compagnies déjà bien établies sur le même territoire.
En 1903, une nouvelle ligne s'ajouta entre Oelwein et Omaha, Nebraska. Ainsi Oelwein devint la plaque tournante du réseau, et les ateliers et remisages principaux y furent localisés. Cette concentration de moyens inspira dit-on Walter Chrysler qui travailla comme superviseur des ateliers entre 1904 et 1910.
Le Great Western développa plusieurs embranchements dans l'Iowa, le Minnesota et l'Illinois; mais les projets d'extensions au nord vers Duluth (Minnesota), à l'ouest vers Sioux City ou Denver, ou encore au sud vers le Mexique, ne furent jamais réalisés.

## Les années Felton
La panique bancaire américaine de 1907 entraîna la banqueroute de la compagnie, qui fut reprise par J.P. Morgan. Stickney fut évincé et remplacé par Samuel Morse Felton Jr en 1909. Felton réalisa que la compagnie ne pouvait survivre dans la compétition féroce des marchés sans un ambitieux et substantiel effort d'innovation et de modernisation. De nouvelles voies et de nouvelles locomotives (incluant plusieurs Mallet de grosse puissance), permirent aux trains de fret d'aller toujours plus loin sur le réseau; quant aux trains de voyageurs peu fréquentés, les locomotives à vapeur étaient remplacées par des machines à essence. Le logo circulaire avec la phrase "Corn Belt Route" apparut entre 1912 et 1950. Le surnom « route du grain » provenait du fait que le réseau parcourait le Middle West riche en céréales.

## Les années Joyce
Felton à cause d'une santé défaillante se retira en 1929, au profit d'investisseurs amis qui placèrent Patrick H. Joyce aux commandes. Le krach de Wall Street en 1929 effraya les investisseurs, ce qui poussa Joyce à s'associer aux frères Van Sweringen afin de maintenir le cours des actions du CGW. L'inévitable arriva en 1935, quand le chemin de fer se déclara en banqueroute encore une fois. Il fut réorganisé et réapparut en 1941.
Bien que le CGW fut mal dirigé, Joyce continua la politique de modernisation et d'innovation de ses prédécesseurs. Le CGW réduisit son service voyageur qui ne fut jamais particulièrement profitable sur des lignes faiblement habitées ; les embranchements furent abandonnés tandis que les lignes principales furent rénovées. Il exploita des streamliners dont le Red Bird entre Chicago et Minneapolis. Il continua l'acquisition d'énormes locomotives, avec cette fois des types Texas 2-10-4, lesquelles tractaient des trains énormes, constitués parfois de cent wagons. Une innovation importante, le « Piggyback Service », fut introduit par le Great Western en 1936. Grâce à des wagons plats modifiés, des centaines de remorques de camions étaient déplacées. Ce fut le véritable précurseur du transport intermodal de marchandises. Le Great Western fut également un partisan précoce de la dieselisation. En 1934, il acheta à Westinghouse ses premières locomotives switcher diesel électriques de 800 cv pour ses dépôts. En 1947, il acheta ses premières EMD F unit. En 1950, le CGW avait complètement dieselisé son parc.

## Les années Deramus
Profitant des déboires financiers du CGW après la crise de 1929, un groupe de businessmen amis de William N. Deramus Jr, président du Kansas City Southern, prirent des parts dans le Great Western. En 1949, ces investisseurs nommèrent le fils de Deramus, William N. Deramus III, à la tête du CGW. Il continua de façon encore plus agressive que ses prédécesseurs, la modernisation et la réduction des coûts, ce qui restera la marque de fabrique du CGW. Sous Deramus, le service passager fut totalement arrêté; quant aux bureaux qui étaient éparpillés dans Chicago et sur tout le réseau, ils furent regroupés à Oelwein. Des trains encore plus longs qu'avant, furent tractés par des unités motrices d'au moins 5 EMD F-units. Cela constitua le procédé d'exploitation standard, impliquant un service plus lent mais plus efficace.
En 1946, la première proposition de fusion avec le Chicago and Eastern Illinois Railroad et le Missouri-Kansas-Texas Railroad fut évitée par les investisseurs. En 1950 un nouveau logo rond fut utilisé, et à cause de sa similarité avec celui des cigarettes Lucky Stricke, le CGW fut aussi surnommé Lucky Strike Road.
Mais durant les années 1950, bien que le CGW fut en bonne santé, il devenait de plus en plus évident que la donne dans les chemins de fer américains était en train de changer. La fusion des compagnies changeait la configuration du trafic et secouait le délicat équilibre économique dans lequel des compagnies de même taille que le CGW évoluaient. En 1957, Deramus quitta le CGW pour prendre la présidence du Missouri-Kansas-Texas. La décennie des super fusions allait bientôt commencer.

## La décennie des fusions
Deramus fut remplacé par Edward T. Reidy. Comme de par le passé, les innovations permirent de conserver les profits. Une seconde génération de locomotives diesel EMD GP30 et EMD GP40, les plus nombreuses et les plus puissantes jamais possédées par le CGW, trouvèrent leur place sur le réseau, tandis que les ateliers d'Oelwein restèrent occupés à réparer et entretenir les vieilles F units longtemps après que d'autres compagnies eurent remplacé les leurs par des modèles plus récents. Les ateliers d'Oelwein étaient aussi occupés à maintenir la flotte de switchers construits par Alco, Baldwin et EMD.
Le service passagers réduit à Saint Paul / Omaha, fut arrêté en 1962.
Les coûts du travail furent réduits, et les lignes secondaires abandonnées afin que le Great Western devînt suffisamment viable pour être le digne partenaire d'une fusion. Après avoir raté l'occasion de fusion avec le Soo Line Railroad en 1963, la direction du Great Western commença à s'angoisser sur la continuité de sa viabilité dans un marché en pleine consolidation. Ainsi le CGW fut naturellement ouvert à une fusion avec le Chicago and North Western Railway (C&NW) proposée en 1964. Après quatre ans d'opposition menée par les autres chemins de fer, le Chicago & North Western fusionna le CGW le 1er juillet 1968. Le C&NW conserva les installations d'Oelwein jusqu'en 1993. Vingt ans après la fusion, la plupart des droits de circulation du CGW furent abandonnés par le C&NW.

## Liste des trains de voyageurs avec dénominations
- Mill Cities Limited
- Minnesotan[7]
- Nebraska Limited
- Omaha Express

## Le matériel survivant
Quelques locomotives du CGW sont toujours en exploitation ; cela inclut 2 des anciennes EMD F7Bs et 3 des 9 SD40, mais elles ont toutes été repeintes et sont éparpillées sur l'ensemble du réseau. Une EMD FP7-A, immatriculée CGW 116-A, qui a été restaurée et repeinte se trouve au Hub City Heritage Corporation museum d'Oelwein . Parfois un amateur de train remarque un vieux wagon avec les anciennes couleurs du CGW, ce qui devient de plus en plus rare.